# Sidney David Drell
Sidney David Drell, ameriški fizik, * 13. september 1926, Atlantic City, New Jersey, ZDA, † 21. december 2016.
Drell je častno upokojeni profesor v Stanfordskem središču linearnih pospeševalnikov (SLAC) in član Hooverjeve ustanove. Najbolj je znan po svojem delu na področju kvantne elektrodinamike in fizike delcev. Po njem se delno imenuje Drell-Yanov proces visokoenergijskega sipanja hadronov.

## Življenje in delo
Diplomiral je na Univerzi Princeton. Doktoriral je leta 1949 na Univerzi Illinoisa v Urbani in Champaignu.
Je oče fizičarke Persis Drell, trenutne predsednice SLAC.
Z Bjorkenom je napisal klasični učbenik Relativistična kvantna mehanika (Relativistic Quantum Mechanics). Drell je dejaven kot znanstveni svetovalec ameriške vlade in ustanovni član Obrambne svetovalne skupine JASON. Je tudi v direktorskem odboru Los Alamos National Security, podjetja, ki trenutno deluje v Narodnem laboratoriju Los Alamos. Je strokovnjak na področju nadzora jedrskega orožja in soustanovitelj Središča za mednarodno varnost in nadzor orožja, sedaj Središča za mednarodno varnost in sodelovanje. Je tudi dober violinist.

## Priznanja
Leta 1986 je bil predsednik Ameriškega fizikalnega društva.

### Nagrade
Skupaj z Ahiezrom je leta 1998 kot prvi prejel Pomerančukovo nagrado za teoretično fiziko. Leta 2000 je prejel nagrado Enrica Fermija za življenjske dosežke na področju jedrske energije. Leta 2008 je prejel Rumfordovo nagrado.